# Centro financiero extraterritorial

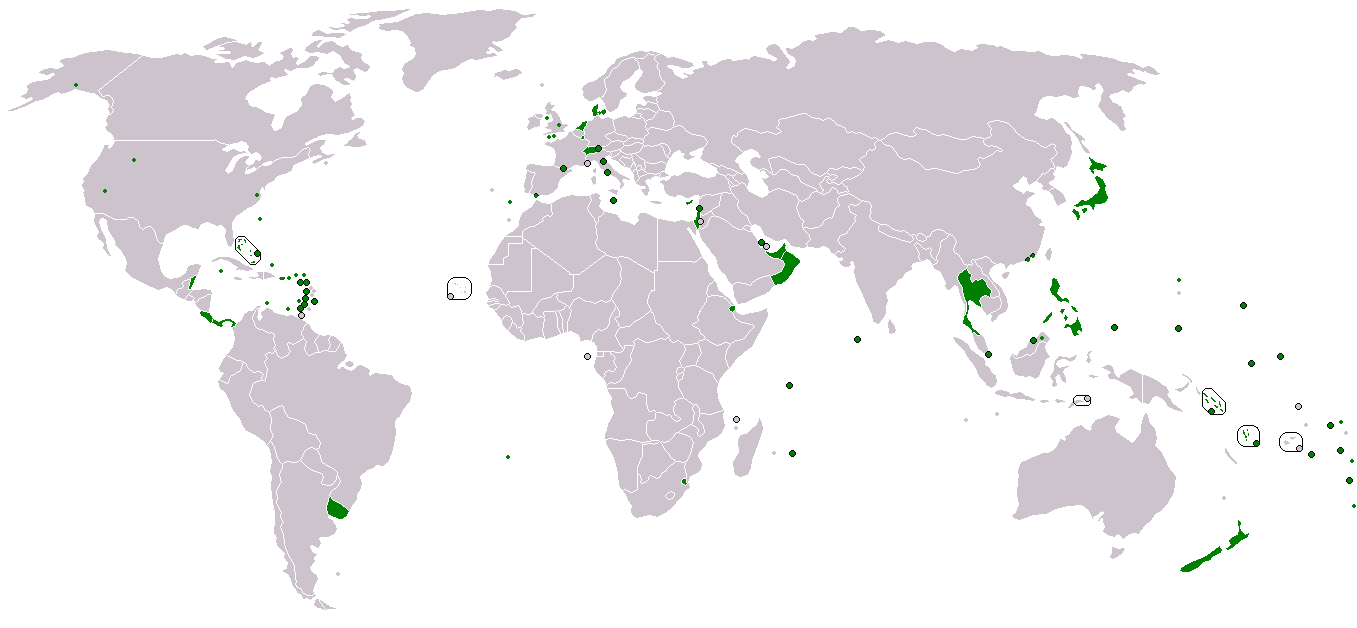
Centros financieros extraterritoriales

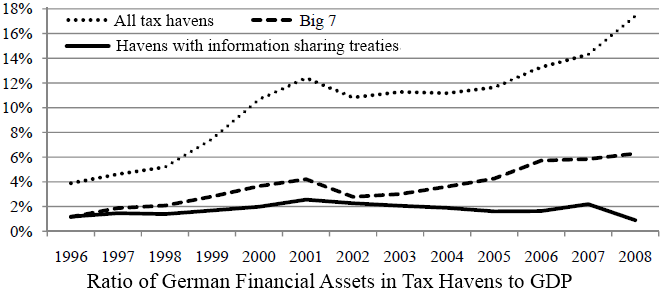
Activos alemanes en paraísos fiscales en relación con el total del PIB alemán. El intercambio de información que permite el cumplimiento de las obligaciones fiscales ha estado en declive. El "Gran 7" que se muestra es de Hong Kong, Irlanda, Líbano, Liberia, Panamá, Singapur y Suiza.

Un centro financiero extraterritorial (OFC) es una jurisdicción que se especializa en la prestación de servicios corporativos y comerciales, tales como licencias bancarias extraterritoriales (licencia bancaria internacional u Offshore) o la incorporación de empresas extraterritoriales (empresas comerciales internacionales). El término se acuñó por primera vez en la década de 1980 y el Fondo Monetario Internacional (FMI) define un centro financiero extraterritorial como "un país o jurisdicción que proporciona servicios financieros a no residentes en una escala que es inconmensurable con el tamaño y la financiación de su economía doméstica ".

## Características
A menudo, debido a los impuestos territoriales, los OFCs no gravan con ningún impuesto sobre el ingreso corporativo y / o personal del extranjero. Las empresas extraterritoriales incorporadas en esas jurisdicciones suelen estar menos reguladas, pero se les prohíbe participar en actividades comerciales locales. 
Aunque la información aún es limitada, hay fuerte evidencia de que han capturado una cantidad significativa de los flujos financieros globales y de sus funciones como puertas traseras y socios de los principales centros financieros, especialmente desde la década de 1970.

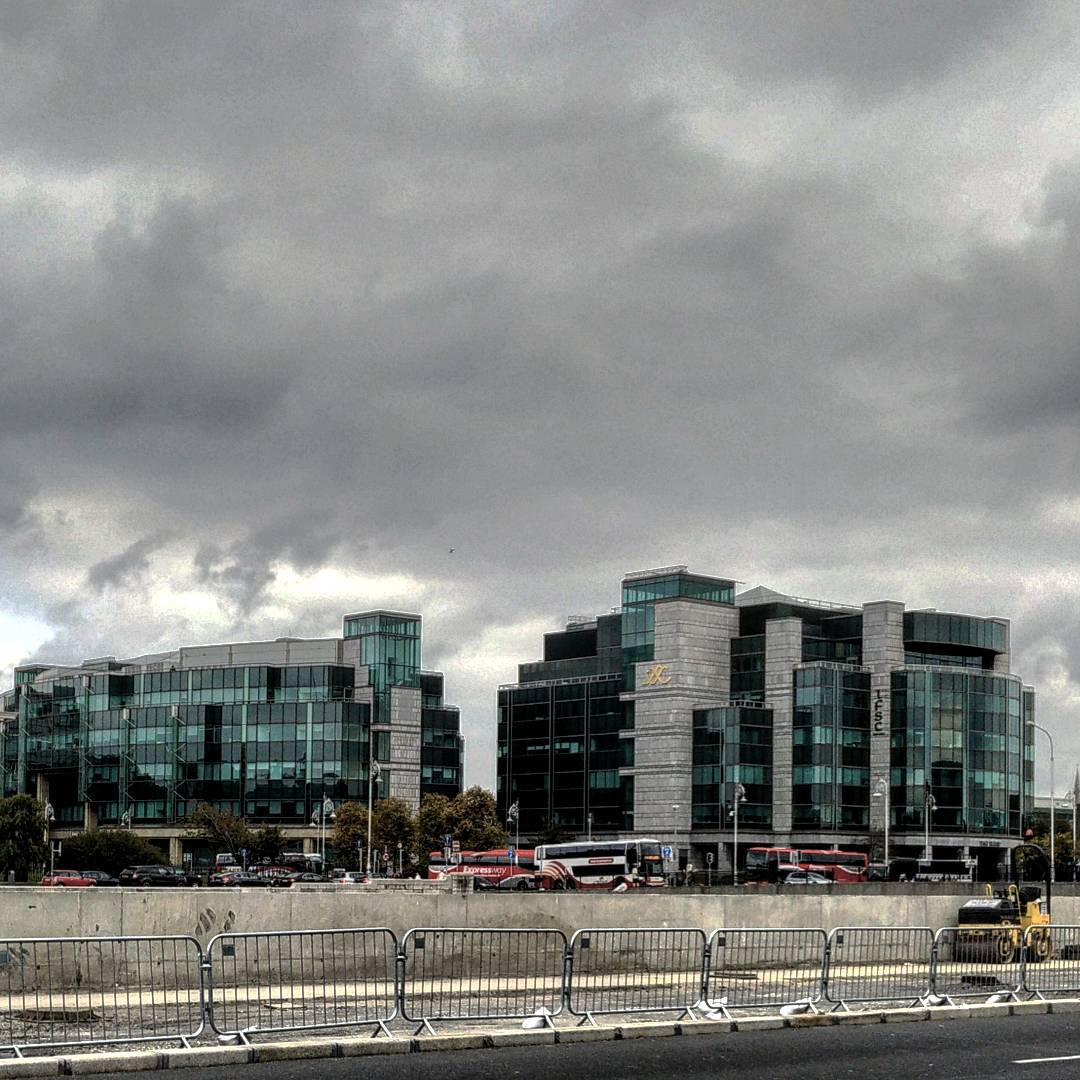
International Financial Services Centre, Dublin

Si un centro financiero debe ser caracterizado como "offshore" es una cuestión de grado. De hecho, el Documento de Trabajo del FMI antes citado señala que la definición de un centro offshore incluiría el Reino Unido y los Estados Unidos, que ordinariamente son contados como "onshore" debido a su gran población y su inclusión en las organizaciones internacionales, tales como el G20 y la OCDE.
El término más nebuloso "paraíso fiscal" a menudo se aplica a los centros extraterritoriales, lo que genera confusión entre los dos conceptos. En las Iniciativas Internacionales de Tolley que afectan los refugios financieros, el autor en el Glosario de términos define un "centro financiero extraterritorial" en términos directos como "un término políticamente correcto para lo que se solía llamar un paraíso fiscal". Sin embargo, él califica esto agregando, "El uso de este término hace que una jurisdicción puede proporcionar instalaciones específicas para los centros financieros extraterritoriales sin ser, en general, un paraíso fiscal". Un informe de 1981 del Servicio de Impuestos Internos de los Estados Unidos concluyó: "un país es un paraíso fiscal si se parece a uno y si se considera que es uno de los que lo quieren".
Las opiniones sobre los centros financieros extraterritoriales tienden a estar polarizadas. Unos proponentes sugieren que los centros financieros offshore acreditados desempeñan un papel legítimo e integral en las finanzas y el comercio internacional y que su estructura de impuestos cero permite la planificación financiera y la gestión de riesgos y posibilita algunos de los vehículos transfronterizos necesarios para el comercio mundial, incluida la financiación de las operaciones. Los defensores señalan el apoyo tácito de los centros extraterritoriales por los gobiernos de los Estados Unidos (que promueve los centros financieros extraterritoriales mediante el uso continuo de Foreign Sales Corporation (FSC)) y el Reino Unido (que promueve activamente las finanzas extraterritoriales en los territorios dependientes del Caribe para ayudarlos a diversificar sus economías y facilitar el mercado británico de Eurobonos). Los oponentes los ven como un drenaje de los ingresos fiscales de los países desarrollados al permitir el arbitraje fiscal y al opacar los flujos de capital dentro y fuera de los países en desarrollo. Muy pocos comentaristas expresan opiniones neutrales.
Con sus connotaciones de secretismo financiero y la evasión de impuestos, "paraíso fiscal" no es siempre un término adecuado para los centros financieros offshore, muchos de los cuales no tienen instituido el secreto bancario legal, y la mayoría han adoptado los protocolos de intercambio de información para permitir a los países extranjeros investigar a sospechosos de evasión fiscal.

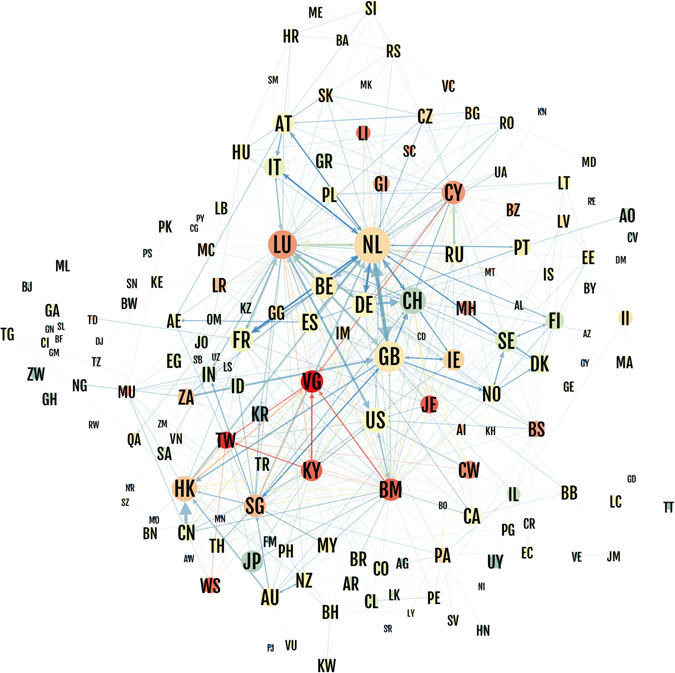
Descubrimiento de los Centros Financieros Extraterritoriales: Red de propiedad de las conexiones entre los países

La Overseas Private Investment Corporation (OPIC), es una agencia del gobierno de EE. UU., que en los préstamos a los países subdesarrollados acogidos al derecho corporativo, a menudo requiere del prestatario formar un vehículo offshore para facilitar la financiación de préstamo. Se podría argumentar que ayuda externa por ley no puede llevarse a cabo aún sin la formación de entidades en el extranjero.

### Distinción entre Conductos y Sumideros

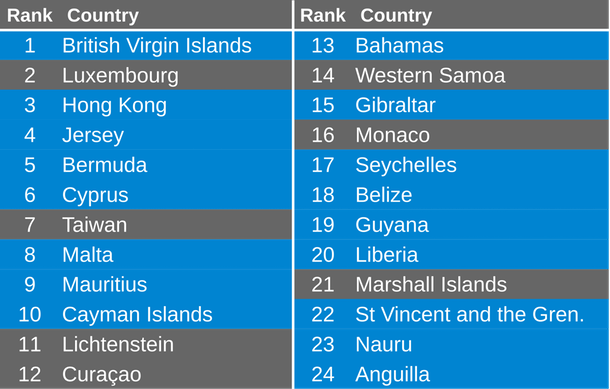
Descubrimiento de los Centros Financieros Extraterritoriales: Lista de Sumideros ordenados por valor

Una fuente importante de diferencias en la definición de los paraísos fiscales afecta a los principales centros financieros "onshore", como Irlanda, Luxemburgo y los Países Bajos (entre otros).
Los principales reguladores de la UE y de la OCDE no los consideran como paraísos fiscales, y señalan su transparencia y cumplimiento con los reglamentos internacionales.
Otras organizaciones, sin embargo, destacan su papel en los principales esquemas de evasión fiscal como el "doble Irlandés", el "single malt" y el "sándwich holandés.
Un informe publicado en Nature en el año 2017 sobre el análisis de los centros financieros offshore "Descubrimiento de los Centros Financieros Extraterritoriales: Conductos y Sumideros en  la Red Global de Propiedad Corporativa" explica la desconexión entre estos dos conjuntos de puntos de vista contrastados, y proporciona un enfoque más científico para la clasificación
Al analizar más de 98 millones de conexiones corporativas, el informe identifica 5 OFC globales llamados Conductos (Países Bajos, Reino Unido, Irlanda, Singapur y Suiza). Estos son países de gran reputación financiera (es decir, no identificados formalmente como "paraísos fiscales" por la OCDE / UE), pero que han "avanzado" vehículos legales y de estructuración fiscal (y SPV) que ayudan a enrutar fondos a los 24 paraísos fiscales (llamados Sumideros), sin incurrir en impuestos en los Conductos (o incluso impuestos en la fuente de la ubicación de los fondos, donde se pueden usar los esquemas de pago de regalías).
El informe incluye las siguientes características de estos centros financieros:
- Sumidero OFC (24 identificados): jurisdicciones en las que una cantidad desproporcionada de valor desaparece del sistema económico (ver tabla).
- Conducto OFC (5 identificados): jurisdicciones a través de las cuales una cantidad desproporcionada de valor se mueve hacia los sumideros, (Países Bajos, Reino Unido, Irlanda, Singapur y Suiza)

   "Nuestros hallazgos desmienten el mito de los refugios fiscales como islas remotas exóticas, son difíciles, si no imposibles, de regular.
   Muchos centros financieros extraterritoriales son países altamente desarrollados con entornos normativos sólidos".
   - Javier García-Bernardo, Jan Fichtner, Frank W. Takes y Eelke M. Heemskerk

## Escrutinio
La financiación extraterritorial ha sido objeto de una mayor atención desde el 2000 y más aún desde la reunión del G20 de abril de 2009, cuando los jefes de Estado resolvieron "tomar medidas" contra las jurisdicciones que no cooperaron. Las iniciativas encabezadas por la Organización para la Cooperación y el Desarrollo Económicos (OCDE), el Grupo de Acción Financiera sobre el Blanqueo de Capitales (FATF) y el Fondo Monetario Internacional han tenido un efecto significativo en la industria financiera extraterritorial.
En 2000, el FATF comenzó una política de evaluación de la cooperación de todos los países en programas contra el lavado de dinero. El FATF tomó nota de un endurecimiento considerable de la reglamentación y la implementación en los años posteriores (véase en general la Lista negra del FATF). La mayoría de los principales centros extraterritoriales fortalecieron considerablemente sus reglamentaciones internas relacionadas con el lavado de dinero y otras actividades reguladas clave. De hecho, Jersey ahora está calificada como la jurisdicción más compatible a nivel internacional, cumpliendo con 44 de las recomendaciones "40 + 9". 
En 2007 The Economist publicó una encuesta de centros financieros extraterritoriales; aunque la revista ha sido históricamente hostil hacia los OFCs, el informe representó un cambio hacia una visión mucho más benigna del papel de las finanzas extraterritoriales, y concluyó:
   "Si bien las iniciativas internacionales destinadas a reducir la delincuencia financiera son bienvenidas, la preocupación más amplia por las OFCs es exagerada. Las jurisdicciones bien administradas de todo tipo, ya sea nominalmente en el extranjero o en el exterior, son buenas para el sistema financiero global."
   - The Economist, "Una encuesta de finanzas offshore: Places in the sun", 23 de febrero de 2007
Las Islas del Canal sostienen que los fondos generados en el extranjero sí pasan por el Banco de Inglaterra, lo que permite que el Reino Unido se beneficie del éxito de las dependencias de la corona como centros extraterritoriales.

## Impuestos

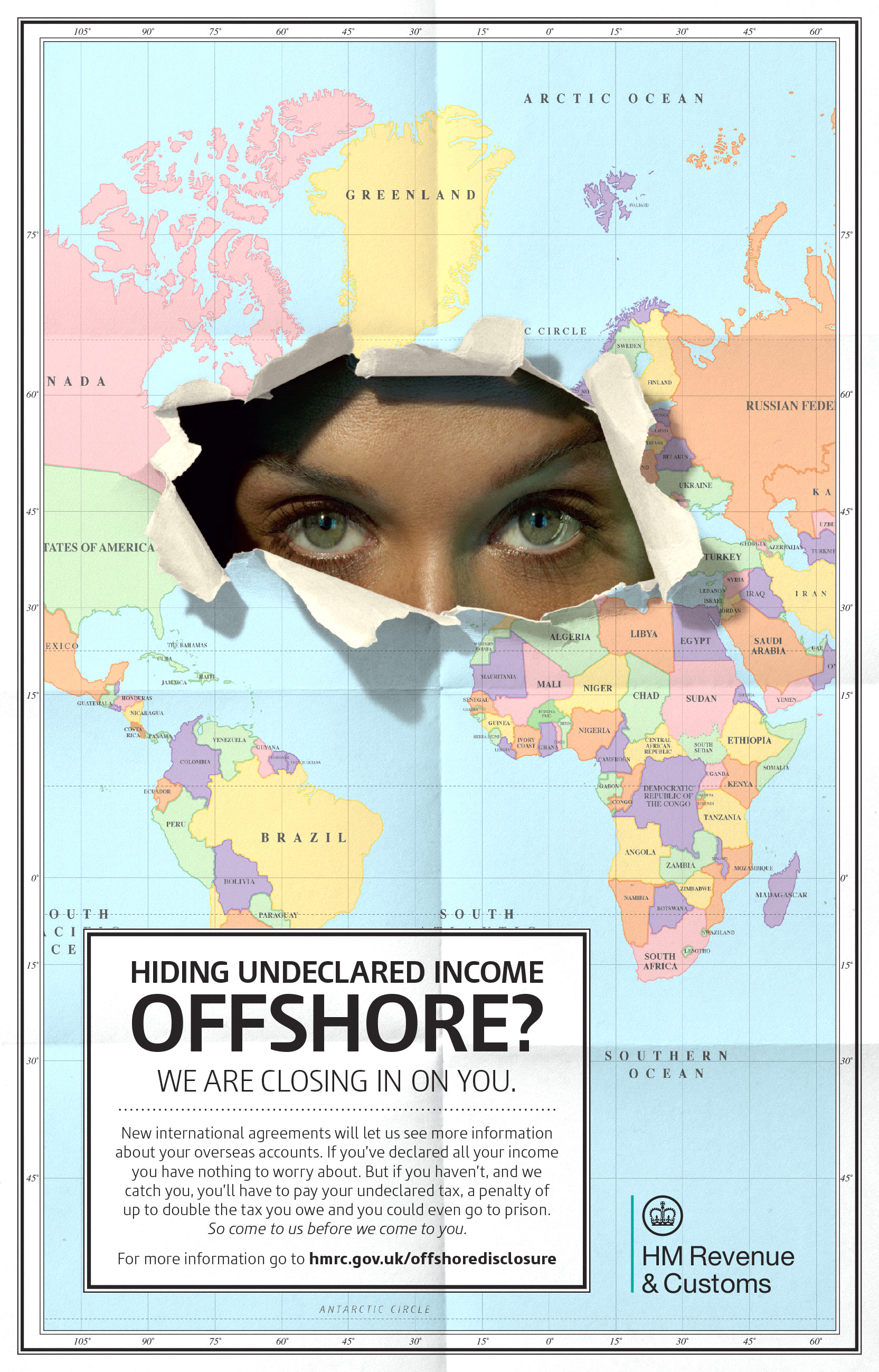
HMRC offshore, febrero de 2014

Aunque la mayoría de los centros financieros extraterritoriales se elevaron originalmente a la fama facilitando las estructuras que ayudaron a minimizar la exposición a los impuestos, la evasión fiscal ha desempeñado un papel cada vez menor en el éxito de los centros financieros extraterritoriales en los últimos años. La mayoría de los profesionales en jurisdicciones extraterritoriales se autodenominan "neutrales de impuestos" ya que, cualquiera que sea la carga fiscal que la transacción o estructura propuesta tendrá en su mercado operativo principal, el tener la estructura basada en una jurisdicción extraterritorial no creará ninguna carga fiscal adicional. 
Pero los centros financieros extraterritoriales incurren en "competencia fiscal perniciosa" al no tener cargas tributarias o tenerlas muy bajas, y se ha argumentado que dichas jurisdicciones deberían verse obligadas a gravar tanto la actividad económica como a sus propios ciudadanos a nivel más alto. Otra crítica contra los centros financieros extraterritoriales es que mientras las jurisdicciones sofisticadas usualmente han desarrollado códigos impositivos que evitan que los ingresos tributarios se filtren por el uso de jurisdicciones extraterritoriales, las naciones menos desarrolladas, que menos pueden permitirse perder ingresos fiscales, no pueden mantener el ritmo del rápido desarrollo del uso de estructuras financieras extraterritoriales.

## Regulación
Los centros extraterritoriales se benefician de una baja regulación. Se presume que una proporción extremadamente alta de los fondos de cobertura (que característicamente emplean estrategias de inversión de alto riesgo) se registran en el extranjero porque se rigen por requisitos regulatorios más ligeros más que por los beneficios fiscales percibidos. Muchas emisiones de bonos de los mercados de capital también se emiten en un centro financiero extraterritorial específico para minimizar la cantidad de trámites burocráticos asociados.
Históricamente, los centros extraterritoriales se han visto como lugares para lavar el producto de actividades ilícitas. Sin embargo, después de un movimiento hacia la transparencia durante la década de los 2000 y la introducción de regulaciones estrictas contra el lavado de dinero (ALD), algunos argumentan ahora que los servicios extraterritoriales están en muchos casos mejor regulados que muchos centros financieros tradicionales. Por ejemplo, en la mayoría de las jurisdicciones extraterritoriales, una persona necesita una licencia para actuar como fideicomisario, mientras que (por ejemplo) en el Reino Unido y los Estados Unidos, no existen restricciones o regulaciones sobre quién puede prestar servicios en calidad de fiduciario. Los principales centros financieros extraterritoriales cumplen más con las recomendaciones 40 +9 del Grupo de Acción Financiera sobre el Blanqueo de Capitales que muchos países de la OCDE.
La OCDE ha trabajado en varios reportes enfocados en la competencia fiscal perniciosa, el primero en 1998 Competencia fiscal perniciosa: Un problema mundial emergente, así como recientemente con su reporte de 2015 de la Acción 5 de BEPS ititulado Combatir las practicas fiscales perniciosas, teniendo en cuenta la transparencia y la sustancia. 
Algunos comentaristas han expresado su preocupación de que los diferentes niveles de sofisticación entre los centros financieros extraterritoriales conduzcan al arbitraje regulatorio, y alimentan una carrera de fondo, aunque la evidencia del mercado parece indicar que los inversores prefieren utilizar jurisdicciones offshore mejor reguladas en lugar de que otras más pobremente reguladas. Un estudio realizado por académicos australianos encontró que las empresas ficticias son más fáciles de establecer en muchos países miembros de la OCDE que en jurisdicciones extraterritoriales. Un informe de Global Witness, Undue Diligence, descubrió que los cleptócratas usaban los bancos de la OCDE en lugar de cuentas extraterritoriales como destinos de los fondos saqueados.

## Confidencialidad
Ver también: Secreto profesional
Los críticos de las jurisdicciones extraterritoriales apuntan a un secretismo excesivo en esas jurisdicciones, particularmente en relación con la propiedad efectiva de las compañías extraterritoriales, y en relación con las cuentas bancarias extraterritoriales. Sin embargo, los bancos en la mayoría de las jurisdicciones preservarán la confidencialidad de sus clientes, y todas las principales jurisdicciones offshore cuentan con procedimientos apropiados para que las agencias de aplicación de la ley obtengan información sobre cuentas bancarias sospechosas, como se señala en las calificaciones del GAFI.  La mayoría de las jurisdicciones también tienen remedios, de los que los ciudadanos particulares pueden servirse, como las órdenes de Anton Piller, si pueden satisfacer al tribunal en esa jurisdicción que una cuenta bancaria haya sido utilizada como parte de un daño legal.
De manera similar, aunque la mayoría de las jurisdicciones extraterritoriales solo tienen una cantidad limitada de información públicamente disponible, esto también es cierto para la mayoría de los Estados en los EE. UU., donde es poco común que los registros de acciones o las cuentas de la empresa estén disponibles para inspección pública. En relación con los fideicomisos y las asociaciones de responsabilidad ilimitada, existen muy pocas jurisdicciones en el mundo que exijan que se registren, y mucho menos que se presenten públicamente los detalles de las personas involucradas con esas estructuras.
El secreto bancario legal es una característica de varios centros financieros, especialmente Suiza y Singapur. Sin embargo, muchos centros financieros extraterritoriales no tienen ese derecho legal. Jurisdicciones como Aruba, las Bahamas, las Bermudas, las Islas Vírgenes Británicas, las Islas Caimán, Jersey, Guernsey, la Isla de Man y las Antillas Neerlandesas han firmado acuerdos de intercambio de información fiscal basados en el modelo de la OCDE, que los compromete a compartir información financiera sobre residentes extranjeros sospechosos de evadir los impuestos del país de origen.

## Efectos en el comercio internacional
Los centros extraterritoriales actúan como conductos para el comercio mundial y facilitan los flujos internacionales de capital. Las empresas conjuntas internacionales a menudo se estructuran como empresas en una jurisdicción extraterritorial cuando ninguna de las partes en la empresa desea formar la compañía en la jurisdicción local de la otra parte para evitar el pago de impuestos allí. Aunque la mayoría de los centros financieros extraterritoriales todavía cobran poco o ningún impuesto, la creciente sofisticación de los códigos tributarios en muchos países ha significado que a menudo hay poco beneficio fiscal en relación con el costo de mover una estructura de transacción hacia el exterior.
Los centros financieros con bajos impuestos son cada vez más importantes como conductos para la inversión en mercados emergentes. Por ejemplo, el 44% de la inversión extranjera directa (IED) en la India llegó a través de Isla Mauricio el año 2008, mientras que más de las dos terceras partes de las IED ingresadas en Brasil procedieron de centros extraterritoriales. Blanco y Rogers encuentran una correlación positiva entre la proximidad a un centro extraterritorial y la inversión para los países menos desarrollados (PMA); un aumento de $ 1 en IED hacia un centro extraterritorial se traduce en un aumento promedio de $ 0.07 en IED para los países en desarrollo cercanos.

## Estructuras financieras offshore
La base de la mayoría de los centros financieros extraterritoriales es la formación de estructuras, por lo general:
- empresa offshore
- sociedad offshore
- trust offshore
- fundación privada [50]

Las estructuras offshore se forman por una variedad de razones que incluyen:
- Activos separados. Muchos conglomerados corporativos emplean una gran cantidad de compañías tenedoras, y con frecuencia los activos de alto riesgo se estacionan en compañías separadas para prevenir el riesgo legal acumulado para el grupo principal. Del mismo modo, es bastante común que las flotas de buques sean propiedad por separado de empresas extraterritoriales independientes para tratar de eludir las leyes relacionadas con la responsabilidad del grupo en virtud de una determinada legislación ambiental.
- Protección de activos. Las personas adineradas que viven en países políticamente inestables utilizan compañías extraterritoriales para mantener su riqueza familiar a fin de evitar posibles expropiaciones o restricciones de control de cambios en el país en el que viven. Estas estructuras funcionan mejor cuando la riqueza se gana en el extranjero, o se ha expatriado durante un período de tiempo significativo.
- Evitar las disposiciones de herederos forzosos. Muchos países, desde Francia hasta Arabia Saudita (y el estado de Luisiana de los EE. UU. ) continúan empleando disposiciones de herencia forzada en su ley de sucesión, lo que limita la libertad del testador para distribuir activos tras la muerte. Al colocar activos en una compañía offshore, y luego tener un testamento para las acciones en el offshore determinado por las leyes de la jurisdicción offshore (generalmente de acuerdo con un testamento específico para tal fin), el testador a veces puede evitar tales restricciones.
- Vehículos de inversión colectiva. Los fondos mutuos, los fondos de cobertura, los fondos de inversión y las SICAV se forman en el extranjero para facilitar la distribución internacional. Al estar domiciliados en una jurisdicción de baja tributación, los inversores solo tienen que considerar las implicaciones fiscales de su propio domicilio o residencia.
- Derivados y negociación de valores. Las personas adineradas suelen formar vehículos en el extranjero para realizar inversiones arriesgadas, como los derivados y el comercio internacional de valores, que pueden ser extremadamente difíciles de contratar directamente en su país debido a la engorrosa regulación de los mercados financieros.
- Vehículos de comercio de control de cambios. En los países donde existe control cambiario o se percibe un mayor riesgo político con la repatriación de fondos, los principales exportadores a menudo forman vehículos comerciales en compañías extraterritoriales para que las ventas de las exportaciones puedan ser "estacionadas" en el vehículo offshore hasta que se necesiten. Los vehículos comerciales de esta naturaleza han sido criticados en una serie de demandas de accionistas que alegan que al manipular la propiedad del vehículo comercial, los accionistas mayoritarios pueden evitar ilegalmente pagar a los accionistas minoritarios su parte justa de los beneficios comerciales.
- Vehículos de riesgo compartido. Las jurisdicciones extraterritoriales se utilizan con frecuencia para establecer empresas conjuntas, ya sea como jurisdicción neutral de compromiso (véase, por ejemplo, TNK-BP) y / o porque la jurisdicción donde la empresa conjunta tiene su centro comercial tiene leyes corporativas y comerciales insuficientemente sofisticadas.
- Evitación de acreedor. Las personas altamente endeudadas pueden tratar de escapar del efecto de la bancarrota transfiriendo efectivo y activos a una compañía offshore anónima.
- Manipulación de mercado. Los escándalos de Enron y Parmalat demostraron cómo las empresas podían formar vehículos offshore para manipular los resultados financieros.
- Evasión de impuestos. Aunque los números son difíciles de determinar, se cree que las personas de las naciones ricas evaden ilegalmente los impuestos al no declarar ganancias de los vehículos que poseen. Las multinacionales, incluidas GlaxoSmithKline y Sony, han sido acusadas de transferir beneficios de las jurisdicciones con impuestos más altos en los que se realizan a centros extraterritoriales libres de impuestos.[41]